# Berenice (Rakete)
Berenice war die Bezeichnung einer zwischen 1962 und 1966 benutzten vierstufigen französischen Experimentalrakete. Die Berenice war 13,25 m lang, besaß einen Durchmesser von 0,56 m und wog beim Start 3340 kg. Der Startschub der Berenice, die eine Nutzlast von 40 kg in eine Höhe von 1000 km tragen konnte, betrug 170 kN.
Die Erststufe der Berenice besaß als Besonderheit vier Stabilisierungsraketen des Typs SEPR P167 mit 34 kN Schub. Als erste Stufe diente die Stromboli SEPR 739, als zweite die SEPR 740, als dritte die Tramontane und als vierte die Melanie. Die Melanie hat einen Vakuumschub von 11,10 kN, eine Brenndauer von 4 Sekunden, einen Durchmesser von 22 cm und eine Länge von 2,95 m. Das Leergewicht der Melanie betrug 10 kg, das Treibstoffgewicht 32 kg.
Namenspate ist das Sternbild „Haar der Berenike“.